# Libertà e Giustizia
Libertà e Giustizia è una associazione italiana di cultura politica attiva su tutto il territorio italiano dal 2002.

## L'associazione
L’associazione si presenta al pubblico il 18 novembre 2002, al Piccolo Teatro Studio di Milano, tenuta a battesimo da note personalità della cultura italiana. Tra esse si contano Gae Aulenti, Giovanni Bachelet, Enzo Biagi, Umberto Eco, Alessandro Galante Garrone, Claudio Magris, Guido Rossi, Giovanni Sartori, Salvatore Veca e Umberto Veronesi. L'associazione ha come scopi dichiarati nel suo Manifesto quelli di "dare un senso positivo all'insoddisfazione che cresce verso la politica, trasformandola in partecipazione e proposta" e di "essere l'anello mancante fra i migliori fermenti della società e lo spazio ufficiale della politica".
Tra gli obiettivi la laicità dello Stato, l'efficacia e la correttezza nell'agire pubblico, l'equilibrio tra i poteri.
La sua attività si basa su scuole politiche, convegni, seminari, pubblicazioni e proposte di legge

### Campagne
Nel corso degli anni è intervenuta più volte nel dibattito politico italiano tramite appelli, raccolte di firme e denunce con diverso riscontro sui media nazionali: 
- nel 2004 contro l'"occupazione degli spazi di libera informazione della RAI" in prossimità delle elezioni europee ed amministrative, contro la Riforma Castelli in materia di giustizia e aderendo al Comitato "Per la difesa della Costituzione" con l'avvio della campagna "L'Italia è anche mia".
- nel 2006 promuovendo attivamente la campagna per il NO al referendum sulla riforma costituzionale.
- nel 2009 lanciando un appello per denunciare "corruzione pubblica e privata, disprezzo della legalità e dell'uguaglianza, impunità per i forti e costrizione per i deboli" attraverso la campagna "Rompiamo il silenzio", e per "contrastare le proposte di stravolgimento della Costituzione, come il presidenzialismo e l'attrazione della giurisdizione nella sfera d'influenza dell'esecutivo". In occasione dei tre referendum del giugno 2009 relativi alle leggi elettorali di Camera e Senato, l'associazione si è schierata per l'astensionismo o il no, in quanto "un'eventuale vittoria del sì avrebbe portato non al rafforzamento del bipartitismo, bensì di un solo partito".
- nel 2010 con il documento “Il vuoto” denunciando la paralisi su cui si è avvitato il sistema Paese e proponendo ai cittadini di creare una “comunità contro il degrado”, di costruire insieme una diga per arginare lo sfascio istituzionale, politico, sociale cui stiamo andando incontro. Per voce del suo presidente onorario Gustavo Zagrebelsky, lancia l’appello “Mai più alle urne con questa legge” che chiede l’abolizione del "Porcellum".
- nel 2011, a seguito dell’esplosione del caso Ruby, chiedendo pubblicamente e in anticipo su partiti e movimenti le dimissioni dell'allora presidente del Consiglio dei ministri Silvio Berlusconi attraverso “Resignation”, un appello al mondo intero perché il Paese non sia lasciato solo. La raccolta firme successiva, rilanciata anche dal sito di Repubblica, raccoglie migliaia di adesioni. Dopo gli attacchi ai magistrati, alla Consulta e l’annuncio di un'imminente riforma della giustizia del Governo Berlusconi III, lancia l’appello “La riforma della Giustizia non la fanno gli imputati (né i loro avvocati)!”. Parte la raccolta firme per abolire la legge elettorale Calderoli. L’8 ottobre all’Arco della Pace di Milano: “Ricucire l’Italia” per restituire dignità al Paese.
- nel 2012 realizzando il manifesto “Dissociarsi per riconciliarci. Dipende da noi” che raccoglie migliaia di firme anche grazie al rinnovato sostegno di Repubblica; un drammatico e appassionato appello alla classe politica affinché intraprenda la via del rinnovamento. Il 24 novembre al Forum di Assago di Milano, la manifestazione dopo il “passo indietro” di Berlusconi, con il nuovo manifesto “Per una stagione costituzionale“.
- nel 2013 in piazza Santo Stefano a Bologna con oltre 100 associazioni, per dire che la Costituzione “Non è cosa vostra”. Il 12 ottobre è tra le associazione organizzatrici della manifestazione a Roma in piazza del Popolo per difendere e attuare la nostra Carta fondante: “La via maestra” da non perdere mai di vista.
- nel 2014 lanciando l'appello "Verso la svolta autoritaria", in aperto dissenso con il processo di revisione della seconda parte della Costituzione avviato dal Governo Renzi. Il Fatto Quotidiano è tra i pochi giornali a raccogliere e rilanciare l'appello, aprendo così il dibattito sulla revisione della Carta che sarà destinato a infiammarsi soltanto quando, nel corso del 2016, i destini della riforma e dell'esecutivo si incroceranno nelle urne.
- nel 2016 promuovendo attivamente la campagna per il NO al referendum costituzionale sul progetto di riforma Renzi-Boschi.

## Principali rappresentanti

### Presidente onorario
- Gustavo Zagrebelsky

### Presidente emerita
- Sandra Bonsanti

### Presidente
- Daniela Padoan
- Tomaso Montanari

### Consiglio di Presidenza
- Emilio De Capitani
- Roberta De Monticelli
- Enzo Di Salvatore
- Domenico Gallo
- Niccolò Nisivoccia
- Paola Regina
- Elisabetta Rubini
- Nadia Urbinati